# Klaus-Dieter Tilch
Klaus-Dieter Tilch (* vor 1981 im Weserbergland) ist ein deutscher Autor und Verleger.

## Leben
Aufgewachsen im Weserbergland (Niedersachsen), absolvierte er in Berlin ein Studium der Kunst (Malerei). Bis 1981 arbeitete er als Künstler, begleitet von diversen Ausstellungen und Kunst-Aktionen. Ab 1982 widmete sich Klaus-Dieter Tilch voll und ganz der Musik. Seit frühester Jugend sammelte er Material zum Thema Rockmusik. Ob es sich hierbei um einfache Informationen zu Bands handelte oder um Schallplatten, Covers, alles wurde archiviert. 1982 entschloss er sich die über Jahre gesammelten Daten mithilfe der ersten auf dem Markt erschienen PCs auch digital zu erfassen und zu verarbeiten. 1984 erschien das erste gedruckte Buch. Alle Bücher sind im Verlag Taurus Press (Hamburg) erschienen.
1996 gründete Klaus-Dieter Tilch seinen eigenen Verlag unter dem Namen Popular Music Archive (PMA), in dem alle CDs und die DVD erschienen sind.
Die Rock-LPs sowie auch die Rock-Archive enthalten mehr als 50 Jahre Musikgeschichte. Es war wohl die größte Rock- und Pop-Diskografie, bevor das Internet kam. Ein Nachschlagewerk für alle, die sich nicht nur akustisch für Musik interessieren. Das letzte Rock-Archive beinhaltet Infos zu 1.300.000 Songs, 630.000 Musikern, 155.000 Labels, 115.000 CDs/LPs sowie 29.000 Cover-Abbildungen.
Jegliche Arbeit für und um die einzelnen Werke bewältigte Klaus-Dieter Tilch im Alleingang: Er war zugleich Autor, Verleger, Grafiker, Programmierer, Rechercheur und Datenverarbeiter.
Mittlerweile gibt es seinen Verlag PMA nicht mehr.

## Chronologie der Werke
- 1984 Herausgabe „Rock-LPs“, 2 Bände[2]
- 1987 Herausgabe „Rock-LPs“, 5 Bände[3]
- 1988 Herausgabe „Rock-Musiker“, 4 Bände[3]
- 1990 Herausgabe „Rock-LPs 1955–1970“, 4 Bände
- 1991 Herausgabe „Rock-LPs 1971–1980“, 4 Bände
- 1993 Herausgabe „Rock-LPs 1981–1990“, 4 Bände
- 1996 Herausgabe „Rock-Archive 1955–1995“, 1 CD[4]
- 1997 Herausgabe „Rock-Cover“, 1 CD
- 1998 Herausgabe „Rock-Archive 1995–1997“, 1 CD
- 2000 Herausgabe „Rock-Archive 1955–1999“, 1 CD
- 2002 Herausgabe „Rock-Archive 1955–2002“, 1 CD
- 2006 Herausgabe „Rock-Archive 1955–2006“, 1 DVD